# Schönberg-Lachtal
Schönberg-Lachtal est une ancienne commune autrichienne du district de Murau en Styrie.
Depuis le premier janvier 2015 elle fait partie de la municipalité nouvelle d'Oberwölz.